# Virusul gripei A subtip H1N1
În virusologie, virusul gripei A subtip H1N1 (abreviat A/H1N1) este un subtip al virusului gripal A. Printre focarele bine cunoscute de tulpini H1N1 la om se numără pandemia de gripă porcină din 2009, pandemia de gripă rusă din 1977 și pandemie de gripă din 1918. Este un ortomixovirus⁠(d) care conține glicoproteinele hemaglutinină și neuraminidază. Din acest motiv, subtipurile sunt descrise ca H1N1, H1N2 etc., în funcție de tipul de antigeni H sau N exprimați cu sinergie metabolică. Hemaglutinina determină celulele roșii din sânge să se aglomereze și leagă virusul de celula infectată. Neuraminidaza este un tip de enzimă hidrolază glicozidică care ajută la mișcarea particulelor de virus în celula infectată și ajută la înmugurirea din celulele gazdă.
Unele tulpini de H1N1 sunt endemice la om și provoacă o mică parte din toate bolile asemănătoare gripei și o mică parte din gripa sezonieră, de exemplu, în perioada 2004-2005. Alte tulpini de H1N1 sunt endemice la porci (gripa porcină) și la păsări (gripa aviară). Dimensiunea sa este de 80 până la 120 nm în diametru.